# Els perdonats
Els perdonats (títol original en anglès, The Forgiven) és una pel·lícula de drama criminal del 2021 escrita i dirigida per John Michael McDonagh i basada en la novel·la del 2012 de Lawrence Osborne. La pel·lícula és protagonitzada per Ralph Fiennes, Jessica Chastain, Matt Smith, Ismael Kanater, Caleb Landry Jones, Abbey Lee, Mourad Zaoui, Marie-Josée Croze, Alex Jennings, Saïd Taghmaoui i Christopher Abbott. Elizabeth Eves i McDonagh van produir la pel·lícula sota el segell House of Un-American Activities. S'ha doblat al català.
Es va estrenar mundialment al Festival Internacional de Cinema de Toronto l'11 de setembre de 2021. Va arribar als cinemes dels Estats Units l'1 de juliol de 2022, i als del Regne Unit el 2 de setembre de 2022.